# René Kollo

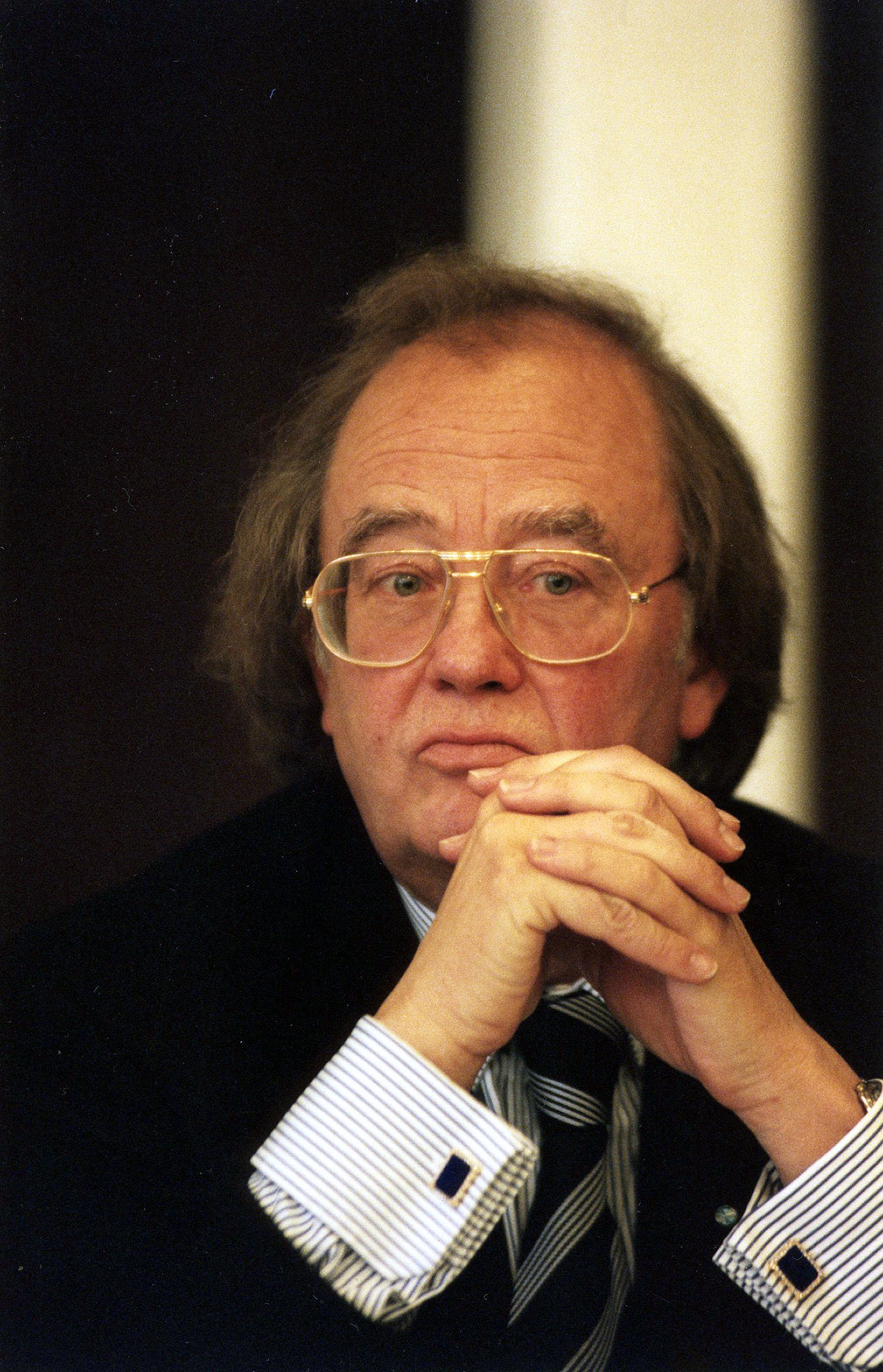
René Kollo auf dem Internationalen Gesangswettbewerb Neue Stimmen (1999)

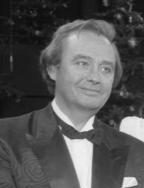
René Kollo 1986 bei einem Benefizkonzert für die ZNS – Hannelore Kohl Stiftung

René Kollo (eigentlich: René Viktor Kollodzieyski; * 20. November 1937 in Berlin) ist ein deutscher Opernsänger (Tenor), der insbesondere durch seine Partien in den Wagner-Opern bekannt wurde.

## Leben und Wirken

### Familie
René Kollo entstammt einer Berliner Musikerdynastie. Er wurde als Sohn des aus Königsberg stammenden Komponisten Willi Kollo und dessen Frau Marielouise, geb. Herting, in Berlin geboren. Sein Großvater war der Komponist Walter Kollo. Aus seiner von 1967 bis 1977 währenden Ehe mit der dänischen Schlagersängerin Dorthe Kollo entstammt seine Tochter Nathalie Kollo, die ebenfalls eine musikalische Karriere eingeschlagen hat. Von 1982 bis 2006 war René Kollo mit der Tänzerin Béatrice Bouquet verheiratet, mit der er drei Kinder hat.

### Ausbildung und Beruf
Nach dem Krieg besuchte Kollo das Carl-Hunnius-Internat in Wyk auf Föhr. Nach dem auf Föhr erlangten Schulabschluss besuchte er eine Fotoschule in Hamburg. Schon früh interessierten ihn Musik und das Dirigieren. Allerdings fing er erst Mitte der 1950er-Jahre an, selber Musik zu machen. Als Autodidakt spielte Kollo Schlagzeug, Kontrabass und Gitarre. Dabei trat er in damals üblichen Jazzkellern auf. In Berlin nahm er gleichzeitig bei Else Bongers Schauspielunterricht. Um seine Stimme auch für Musicalpartien zu schulen, nahm er stimmpädagogischen Unterricht bei der Opernsängerin Elsa Varena. Kollo wollte Schauspieler werden, kam aber in den 1950er-Jahren während seiner Ausbildung zum Gesang und wurde zunächst Schlagersänger. Bekannt wurde er über die Plattenfirma Polydor mit der deutschen Version von Hello Mary Lou (Original: Ricky Nelson). Bei diesem Label errang er 1961 mit Am Ende wird es Liebe sein einen Achtungserfolg. Beide Schlager sang er 1961 im Film So liebt und küßt man in Tirol, in dem er zudem eine kleine Nebenrolle als Barkeeper übernahm.
Mit Monika Grimm besang er 1962 die Single Das A und O/Du Casanova, du. René Kollo belegte bei den Deutschen Schlagerfestspielen 1963 mit dem Lied Meine große Liebe wohnt in einer kleinen Stadt den vierten Platz. 1964 und 1965 beteiligte sich der Sänger mit den Songs Wie vom Wind verweht und Alles Glück auf dieser Welt an den deutschen Vorentscheidungen zum Eurovision Song Contest.
Seine Karriere als Opernsänger begann Kollo 1965 am Staatstheater Braunschweig unter der Intendanz von Hellmuth Matiasek. Von 1967 bis 1971 war er Erster Tenor an der Deutschen Oper am Rhein Düsseldorf-Duisburg und sang Hauptrollen in Opern von Mozart, Verdi, Puccini und Janáček. 1975 sang er das Lied der ARD-Fernsehlotterie Das ganz große Glück. 1986 inszenierte er Parsifal in Darmstadt. Kollo blieb daneben weiterhin der leichten Muse treu. So nahm er 1986 ein Album mit Liedern von Udo Jürgens auf: Musik war meine erste Liebe.
Ab 1996 arbeitete er als Intendant des Metropol-Theater (Berlin-Mitte). 1997 war das Theater allerdings so verschuldet, dass es geschlossen werden musste. Seither stritten sich Kollo, die Mitarbeiter und der Senat darüber, wer die Pleite zu verantworten hatte.
Als Opernsänger gastierte René Kollo an allen bedeutenden Opernhäusern der Welt, sang bei den Bayreuther und Salzburger Festspielen sowie regelmäßig an der Deutschen Oper Berlin und der Bayerischen Staatsoper München. Nach jahrelangen Erfolgen als Heldentenor vor allem im Wagner-Fach und zahlreichen Einspielungen zog er sich im Jahr 2000 aus dem Ersten Tenorfach zurück und ist seitdem in den Altersrollen des Charakterfachs zu erleben.
Neben zahlreichen Aufnahmen aus dem Bereich der Operette und Oper mit berühmten Dirigenten veröffentlichte er auch eine CD mit Liedern und Arien in Zusammenarbeit mit James Last. 1989 gaben sie gemeinsam zwei Konzerte in der Dresdner Semperoper.
Am 22. Juni 2016 hatte Kollo Premiere am Renaissance-Theater (Berlin) mit dem Stück Quartetto von Ronald Harwood. Das Stück handelt von vier ehemaligen Opernstars in einer Seniorenresidenz. In dieser Berliner Aufführung spielten erstmals vier echte Opernsänger anstelle normaler Schauspieler.
Kollo ist Schirmherr des Musicals Ludwig in Füssen und übernahm dort im Sommer 2016 für vier Vorstellungen die Rolle des Schattenmanns.
Kollo blieb nebenbei im Bereich der Popmusik tätig, so sang er 2021 eine deutsche Fassung von Simon & Garfunkels Scarborough Fair im Duett mit Art Garfunkel Jr. auf dessen Album mit Liedern seines Vaters.

### Tätigkeit als Autor
Kollos Hobby ist die Auseinandersetzung mit der Geschichte. So hat er nicht nur seine eigene Lebensgeschichte aufgezeichnet, sondern 2010 auch ein Buch zur deutschen Geschichte geschrieben. Insbesondere als Autor von Krimis im künstlerischen Umfeld hat Kollo von sich reden gemacht (Die Morde des kleinen Tannhäuser). Im Jahr 2012 erschien ein Kurzkrimi, der am Theater in Hagen spielt.

## Auszeichnungen
- 1991: DIVA-Award
- 1979: Bundesverdienstkreuz am Bande
- 1994: Bundesverdienstkreuz 1. Klasse
- 2007: Ehrenmitglied der Europäischen Kulturwerkstatt - EKW
- 2019: Österreichischer Musiktheaterpreis für das Lebenswerk

## Aufnahmen (Auswahl)
- Eugen d’Albert: Tiefland (Pedro); Marek Janowski; ACANTA
- Ludwig van Beethoven: Fidelio (Florestan); Leonard Bernstein; DGG
- Erich Wolfgang Korngold: Die tote Stadt (Paul); Erich Leinsdorf; RCA
- Franz Lehar: Die lustige Witwe (Danilo); Herbert von Karajan; DGG
- Bedrich Smetana: Die verkaufte Braut (Hans); Jaroslav Krombholz; EURODISC
- Johann Strauss: Die Fledermaus (Alfred); Carlos Kleiber; DGG
- Richard Strauss: Ariadne auf Naxos (Bacchus); Georg Solti; DECCA
- Richard Strauss: Die Frau ohne Schatten (Der Kaiser); Wolfgang Sawallisch (erste vollständige Aufnahme der Oper)
- Richard Wagner: Tannhäuser (Titelpartie); Dirigent: Georg Solti; DECCA
- Richard Wagner: Die Meistersinger von Nürnberg (Stolzing); Georg Solti; DECCA
- Richard Wagner: Die Meistersinger von Nürnberg (Stolzing); Herbert v. Karajan; WARNER
- Richard Wagner: Der fliegende Holländer (Erik); Georg Solti; DECCA
- Richard Wagner: Parsifal (Titelpartie); Georg Solti; DECCA
- Richard Wagner: Parsifal (Titelpartie); Herbert Kegel; BRILLIANT
- Richard Wagner: Tristan und Isolde (Tristan); Carlos Kleiber; DGG
- Richard Wagner: Tristan und Isolde (Tristan); Daniel Barenboim; Teldec
- Richard Wagner: Siegfried (Siegfried); Marek Janowski; SONY
- Richard Wagner: Siegfried (Siegfried); Wolfgang Sawallisch; EMI classics
- Richard Wagner: Götterdämmerung (Siegfried); Marek Janowski, Sony
- Richard Wagner: Götterdämmerung (Siegfried); Wolfgang Sawallisch, EMI classics
- Richard Wagner: Rienzi (Rienzi); Heinrich Hollreiser; WARNER
- Carl Maria von Weber: Der Freischütz (Max); Rafael Kubelik; DGG

## Fernsehaufzeichnungen
- Fidelio (als Florestan), mit Gundula Janowitz (Leonore), Lucia Popp (Marzelline), Manfred Jungwirth (Rocco), Hans Sotin (Don Pizarro), Adolf Dallapozza (Jaquino), Regie: Otto Schenk, Dirigent: Leonard Bernstein, Wiener Philharmoniker, 1978[7]

## Literarische Werke
- 2004: Die Kunst, das Leben und alles andere ... Henschel-Verlag, Berlin, ISBN 3-89487-470-8. (Autobiografie)
- 2010: Ein Kaiserschmarrn, Deutschland und die Habsburger. Lau-Verlag, Reinbek, ISBN 3-941400-31-2.
- 2011: Die Morde des kleinen Tannhäuser. Lau-Verlag, Reinbek, ISBN 978-3-941400-32-0.
- 2012: Große Oper Hagen, in: Kalendarium des Todes. Mord am Hellweg VI, Grafit Verlag, Dortmund, ISBN 978-3-89425-409-4.
- 2014: Richard Wagner ... dem Vogel, der heut sang ... Lau-Verlag, Reinbek, ISBN 978-3-95768-139-3.
- 2016: Mein Leben und die Musik. Lau-Verlag, Reinbek, ISBN 978-3-95768-183-6.